# Shiromani Akali Dal
Shiromani Akali Dal (SAD) (Panjabi ਸ਼੍ਰੋਮਣੀ ਅਕਾਲੀ ਦਲ, auch nur Akali Dal, „Höchste Partei Gottes“) ist eine politische Partei der Sikhs im indischen Bundesstaat Punjab.
Sie wurde mit wesentlicher Unterstützung der Khalsa in den 1920er Jahren gegründet nach der Bildung des SGPC (Shiromani Gurdwara Prabhandak Committee), einer religiösen Gruppe, die als Ergebnis der Bewegung zum Schutz der Sikh-Tempel (Gurdwara) vor korrupten Priestern entstand. So versteht sich Akali Dal in gewissem Sinn als politisch-religiöse Partei und vornehmster Repräsentant der Sikhs. Baba Kharak Singh wurde der erste Präsident von Akali Dal, und unter Tara Singh wuchs Akali Dal zu einem nicht zu unterschätzenden Machtfaktor heran.
Die Partei agitierte für einen sikhistisch beherrschten Staat aus einem ungeteilten Punjab unter Führung Sant Fateh Singhs. 1966 wurde Punjab gegründet, aber seine Teilung führte zu bitteren Konflikten, so dass keine der Parteien zufriedengestellt wurde. Akali Dal gelangte im Punjab an die Macht, die Konflikte aber blieben ungelöst.
Die Geschichte von Akali Dal ist eine Geschichte der Spaltungen und Fraktionsbildungen. Jede Fraktion behauptete, die wirkliche Akali Dal zu sein. 2003 wurde die SAD unter Parkash Singh Badal größte Fraktion und als SAD durch die Indische Wahlkommission anerkannt. Zu den anderen Fraktionen gehören Sarb Hind Shiromani Akali Dal unter Gurcharan Singh Tohra, Shiromani Akali Dal (Simranjit Singh Mann) (auch „SAD (Amritsar)“), und Shiromani Akali Dal (Panthik) unter Amarinder Singh (später vereinigt mit der Kongresspartei), Shiromani Akali Dal Delhi, Shiromani Akali Dal (Demokraten), Haryana Staat Akali Dal und Shiromani Akali Dal (Longowal). Im Herbst 2003 vereinigten sich die Badal- und Tohra-Fraktionen.
Im Bundesstaat Punjab konnte die Shiromani Akali Dal erstmals im Jahr 1967 die bis dahin dominierende Kongresspartei an der Regierung ablösen. Seitdem haben die beiden Parteien sich bei praktisch jeder Wahl in dem Bundesstaat als stärkste Partei abgewechselt. 2012 konnte die Shiromani Akali Dal erstmals ihren Wahlerfolg wiederholen. Weil sie auf die Stimmen der Hindu-Minderheit, die im Punjab mehr als ein Drittel der Bevölkerung stellt, angewiesen ist, koaliert die Shiromani Akali Dal seit Ende der 1990er Jahre mit der hindunationalistischen Partei Bharatiya Janata Party (BJP).
Außer im Punjab ist die Shiromani Akali Dal noch in Haryana und Delhi, beides Bundesstaaten mit beträchtlichen Sikh-Minderheiten, im Parlament vertreten. Hier spielt sie aber mit jeweils nur einem Sitz eine untergeordnete Rolle.
Auf gesamtindischer Ebene war die Partei seit 1998 Mitglied des BJP-geführten Parteienbündnisses der National Democratic Alliance (NDA) und  im Kabinett Modi I (2014–2019) mit Ministerposten vertreten.
Im Jahre 2020 ging sie aus Protest gegen ein neoliberales Agrargesetz in die Opposition.